# 陈之骝
陈之骝（1936年—），浙江萧山人，中华人民共和国外交官，曾任中华人民共和国驻匈牙利共和国特命全权大使。